# Stjärnevik
Stjärnevik är ett tidigare säteri i Oppeby socken i Kinda kommun. Huvudbyggnaden ligger vid sjön Åsunden i närheten av Oppeby kyrka. 
Stjärnevik såldes 1370 under namnet Uppeby av Bo Jonsson Grip till Torkel Haraldsson. Det köptes 1629 av assessorn Peder Mattsson Stiernfelt och tillhörde senare medlemmar av släkterna Koskull, Breitholtz, von Gertten, Duwall och (sedan 1820) ätten Pauli. Kammarjunkaren Otto Göran Pauli (1830 - 1891) testamenterade Stjärnevik till svenska föreningen Riddarhuset. I gåvan ingick även hans övriga egendomar i Kinda härad: Vada säteri i Oppeby socken, Gröninge och Bro i Hycklinge socken, Hornsberg, Flytthem med mera i Horns socken, Föllingsö med mera i Kisa socken.